# Crary Knoll
Crary Knoll är en kulle i Antarktis. Den ligger i Östantarktis. Nya Zeeland gör anspråk på området. Toppen på Crary Knoll är 1 520 meter över havet.
Terrängen runt Crary Knoll är huvudsakligen lite bergig. Trakten är obefolkad. Det finns inga samhällen i närheten.